# Nuoto ai campionati europei di nuoto 2014 - Staffetta 4x100 metri stile libero femminile
La staffetta 4x100 m stile libero femminile degli Europei 2014 si è svolta la sera del 18 agosto 2014.

## Medaglie
| Posizione | Oro                                                            | Argento                                                       | Bronzo                                                        |
| --------- | -------------------------------------------------------------- | ------------------------------------------------------------- | ------------------------------------------------------------- |
| Paese     | Svezia                                                         | Paesi Bassi                                                   | Italia                                                        |
| Atlete    | Michelle Coleman Magdalena Kuras Louise Hansson Sarah Sjöström | Inge Dekker Maud van der Meer Esmee Vermeulen Femke Heemskerk | Alice Mizzau Erika Ferraioli Giada Galizi Federica Pellegrini |

## Record
Prima della manifestazione il record del mondo (RM), il record europeo (EU) e il record dei campionati (RC) erano i seguenti.
| Record mondiale       | 3'30"98 | Australia   | 24 luglio 2014 Glasgow  |
| Record europeo        | 3'31"72 | Paesi Bassi | 26 luglio 2009 Roma     |
| Record dei campionati | 3'33"62 | Paesi Bassi | 18 marzo 2008 Eindhoven |

Nel corso della competizione non sono stati migliorati record.

## Finale
| Pos. | Nazione     | Atlete                                                                                                  | Tempo   | Corsia | Note |
| ---- | ----------- | --- | ------- | ------ | ---- |
|      | Svezia      | Michelle Coleman (53"85) Magdalena Kuras (55"55) Louise Hansson (54"28) Sarah Sjöström (52"14)          | 3'35"82 | 4      |      |
|      | Paesi Bassi | Inge Dekker (54"50) Maud van der Meer (54"49) Esmee Vermeulen (54"49) Femke Heemskerk (52"78)           | 3'36"26 | 5      |      |
|      | Italia      | Alice Mizzau (55"25) Erika Ferraioli (54"14) Giada Galizi (54"59) Federica Pellegrini (53"65)           | 3'37"63 | 6      |      |
| 4    | Russia      | Veronika Popova (53"94) Viktoriya Andreeva (55"24) Arina Openysheva (54"80) Margarita Nesterova (54"57) | 3'38"55 | 7      |      |
| 5    | Francia     | Charlotte Bonnet (54"86) Anna Santamans (54"99) Cloe Hache (55"29) Coralie Balmy (55"07)                | 3'40"21 | 2      |      |
| 6    | Finlandia   | Hanna-Maria Seppälä (55"44) Noora Laukkanen (57"40) Mimosa Jallow (55"94) Jenna Laukkanen (58"24)       | 3'47"02 | 3      |      |
| -    | Danimarca   | Jeanette Ottesen Julie Levisen Mie Nielsen Pernille Blume                                               |         | 8      | DSQ  |